# Jacobs stege (film)
För andra betydelser, se Jacobs stege.
Jacobs stege är en svensk dramafilm från 1942 i regi av Gustaf Molander. I huvudrollerna ses Sture Lagerwall och Birgit Tengroth.

## Handling
I filmen får man följa Jonathan, en karriärsinriktad fiskarson från Bohuslän, i hans färd mot toppen. Han bor med sina föräldrar på en liten gård. 
Jonathans far har stora problem med skulder till grosshandlaren Möller vilket slutar med att de får lämna gården. Hans mor dör av sorg och hans far tvingas till fattighuset. Jonathan svär då att hämnas på Möller.

## Om filmen
Filmen premiärvisades den 20 augusti 1942 på biograf Skandia vid Drottninggatan i Stockholm. Inspelningen av filmen skedde med ateljéfilmning i Filmstaden Råsunda med exteriörer från  Uddevalla och olika platser i Bohuslän av Åke Dahlqvist. 
Som förlaga har man Alexander Kiellands roman Jacob från 1891. Romanen har filmats 1940 i Norge som Tørres Snørtevold och 1942 i Danmark som Søren Søndervold. Alla tre filmerna har haft en fri bearbetning av romanen, och Kiellands arvingar förbjöd att man nämnde Kiellands namn i samband med filmerna.
Jacobs stege har visats vid ett flertal tillfällen i SVT.

## Rollista i urval
- Sture Lagerwall – Jonathan "John" Nordmark
- Birgit Tengroth – Eva, hembiträde
- Hjördis Petterson – fru Knutsson, innehavare av P.J. Knutssons Speceri- & Diversehandel
- Erik Berglund – Hjalmar Möller, grosshandlare
- Holger Löwenadler – Herman Franzén, första man hos P.J. Knutsson
- Marianne Löfgren – Hildur Törnberg, expedit
- Gaby Stenberg – Greta Möller, Hjalmars dotter
- Viran Rydkvist – Julia, Hjalmars syster
- Ernst Eklund – bankdirektör Olsson
- Carl Ström – Albert Emanuelsson, skeppare på fiskebåten MD 23
- Josua Bengtson – Mattias Nordmark, Jonathans far, fiskare
- Torsten Hillberg – major Hellberg, regementsintendent
- Carl-Axel Hallgren – löjtnant Helge Bergman
- Dagny Stenius – Jonathans mor
- Carl-Gunnar Wingård – Lindgren, grosshandlare
- Gösta Gustafson – präst
- Sven-Eric Carlsson – Anton, lagerdräng hos Möller
- Ernst Brunman – fanjunkare
- Blenda Bruno – servitris på Köpmannaföreningens årsfest

## Musik i filmen
- Symfoni nr 6 i h-moll, op. 74 (Pathétique), kompositör Pjotr Tjajkovskij, instrumental.
- På tu man hand, kompositör Seymour Österwall, instrumental.
- Wiener Bonbons, op. 307, kompositör Johann Strauss d.y., instrumental.
- Ett skepp går till Shangha, kompositör Jules Sylvain, text Jokern, instrumental.
- Guldregn, kompositör Stig Holm, instrumental.